# Jürgen Hinrichsen Angel
Jürgen Hinrichsen Angel (* um 1732 als Jürgen Hinrichsen an einem unbekannten Ort in Angeln; † 23. Januar 1810 in Flensburg) war ein deutscher Orgelbauer.

## Leben und Wirken
Der familiäre Hintergrund Jürgen Hinrichsen Angels ist nicht dokumentiert. Er absolvierte eine Tischlerlehre bei Amtstischler Joachim Schröder in Flensburg. Begleitend hierzu beschäftigte er sich mit dem Instrumentenbau. Seit 1759 arbeitete er als Totengräber und Kantor an der Flensburger Marienkirche, deren Orgel er regelmäßig wartete. Ein Jahr später heiratete er Anna Christina Hansen (1736–1784), mit der er zwei Söhne und drei Töchter hatte.
1771 bat Angel erfolglos um ein Privileg als Instrumentenbauer für Klaviere, Pantaleons und Harfen im Herzogtum Schleswig. Der König gewährte ihm ein Jahr später ein Privileg als Orgelbauer. Außerdem schloss er mit ihm einen Vertrag zur Wartung der Orgeln aller drei Kirchen in Flensburg. Angel erwarb daraufhin ein Haus in der Flensburger Kompagniestraße.
1782 endete Angels Tätigkeit als Totengräber. Danach schuf er als Orgelbauer neue Instrumente und baute bestehende Orgeln um oder reparierte sie. Er arbeitete dabei an wechselnden Orten, zumeist im Herzogtum Schleswig. 1807 beantragte Angel, sein Orgelbauerpatent an seinen Sohn Nicolai übertragen zu dürfen. Der Sohn, der seinen Vater zuvor bereits mehrfach vertreten hatte, erhielt das Patent 1810.